# جيمس نوكس (سياسي)
جيمس نوكس (بالإنجليزية: James Knox)‏ هو سياسي أمريكي، ولد في 6 ديسمبر 1965 بسان فرانسيسكو في الولايات المتحدة. حزبياً، نشط في الحزب الجمهوري. وقد انتخب عضو مجلس نواب مونتانا.